# 366 Vincentina
366 Vincentina је астероид главног астероидног појаса. Приближан пречник астероида је 93,75 km,
а средња удаљеност астероида од Сунца износи 3,146 астрономских јединица (АЈ).
Инклинација (нагиб) орбите у односу на раван еклиптике је 10,553 степени, а орбитални период износи 2038,237 дана (5,580 година). Ексцентрицитет орбите астероида износи 0,055.
Апсолутна магнитуда астероида износи 8,50 а геометријски албедо 0,080.
Астероид је откривен 21. марта 1893. године.